# Lago d’Averno
Der Lago d’Averno (auch nur Lago Averno, deutsch Averner See) ist ein Kratersee in der italienischen Region Kampanien. Er liegt im Westteil der Stadt Pozzuoli, westlich von Neapel und ist Teil der Phlegräischen Felder. In der klassischen Mythologie, insbesondere der Aeneis des Vergil, ist der See ein Eingang in die Unterwelt. Der See ist Teil des gleichnamigen 1,25 km² großen Natur- und Vogelschutzgebietes Lago d’Averno im Verbund der Natura 2000.

## Etymologie
Der See wurde erstmals in einem Textfragment des griechischen Dichters Sophokles aus dem 5. Jahrhundert v. Chr. erwähnt. Darin heißt es, dass sich am Ufer des Sees Aorno ein Totenorakel befand. Nach Cerasuolo stammt der Name ursprünglich aus dem Italischen, das volksetymologisch in Ἄ-ορνος [λίμνη] und dessen Bedeutung „ohne“ (ἄ) „Vögel“ (ορνος) gräzisiert wurde. Erst in der Folge entstand der lateinische Name Avernus, der bei Lukrez erstmals erwähnt wird.
Aus der griechischen Bedeutung des Namens entstand die bei Strabon erwähnte Legende, dass die über den See fliegenden Vögel von den aus dem See aufsteigenden Dämpfen getötet wurden. Nach Timaios von Tauromenion war der See dagegen von zahlreichen Vögeln bewohnt, vor allem Schwänen, wie er es wahrscheinlich selbst beobachtet hatte. Auch nach Lukrez gingen die tödlichen Dämpfe vom See aus. Nach Vergil entströmten sie dagegen aus einer natürlichen Höhle, die er als Zugang in die Unterwelt deutete, in die sich Aeneas begab.
Nach Cerasuolo ist das lateinische Avernus ein substantiviertes Adjektiv aus dem Oskischen mit einem allgemeinen Bezug auf das Wasser.

## Geographie
Der ellipsenförmige See liegt am westlichen Rand der Caldera, auf der das Vulkanfeld der Phlegräischen Felder liegt, etwa 800 m vom Golf von Pozzuoli entfernt. Er hat einen Umfang von 3 km, ist bis zu 34 m tief und bedeckt eine Fläche von 0,55 km². Der Lago d’Averno ist mit einem etwa 1,5 m breiten und etwa 1 km langen Abflusskanal mit dem Tyrrhenischen Meer verbunden. Nach dem Lago Fusaro ist er der zweitgrößte See in den Phlegräischen Feldern.

## Entstehung
Der Averner See ist das Eruptionszentrum eines der jüngsten Vulkane der Caldera und wird von Grundwasser gespeist. Anhand der aus Tuff bestehenden Ablagerungen rund um den See lässt sich die in der Wissenschaft nicht unumstrittene Eruptionsgeschichte des Vulkans rekonstruieren. Nach aktuellem Stand der Wissenschaft können zwei Ausbruchsphasen unterschieden werden. Beide gehören der dritten und letzten Aktivitätsphase der Caldera an. Die erste Ausbruch, als Averno 1 oder Archiaverno bezeichnet, fand vor etwa 5250 Jahren statt. Ein Zweiter – Averno 2 – knapp tausend Jahre später vor etwa 4280 Jahren. Lag das Eruptionszentrum von Averno 1 noch am südwestlichen Rand des heutigen Sees, wanderte es in der Ausbruchsphase Averno 2 in drei Phasen nach Nordosten. Mit der zweiten Ausbruchsphase wurden der Krater des Averno 1 durch die Ablagerungen der zweiten Ausbruchsphase weitestgehend überdeckt. Letztere fand zeitgleich mit dem Solfatara-Ausbruch statt.

## Fischfauna
Im Lago d’Averno sind unter anderem heimisch der Fluss-Schleimfisch, die Ukelei (Alburnus alburnus, in der Unterart alborella, italienisch Alborella) sowie als Neozoen der Flussbarsch, der Koboldkärpfling und der Goldfisch. Anzutreffen sind auch als Haustiere gehaltene und im See ausgesetzte Wasserschildkröten. Aufgrund von vulkanischen Aktivitäten, bei denen unter anderem Schwefelwasserstoff freigesetzt wird, kommt es bei länger anhaltenden kalten Wetterlagen regelmäßig zu einem Fischsterben im See. Der Grund liegt darin, dass das kalte sauerstoffreiche Oberflächenwasser absinkt und das tiefere mit vulkanischen Gasen angereicherte Wasser an die Oberfläche steigt. Letzteres wird vor allem größeren, auf mehr Sauerstoff angewiesenen Fischen zum Verhängnis.

## Geschichte
Während der römischen Bürgerkriege war der Averner See zeitweise Standort einer geheimen Schiffswerft, um Kriegsschiffe gegen Sextus Pompeius zu bauen. Der Averner See war vom Meer aus nicht einsehbar, hatte aber über den Lago Lucrino eine Verbindung mit dem Golf von Pozzuoli. 36 v. Chr. (nach der Niederlage von Sextus Pompeius) wurde die Werft mitsamt der Flotte in das nahe Misenum verlegt, da zum Verbergen kein Grund mehr bestand.

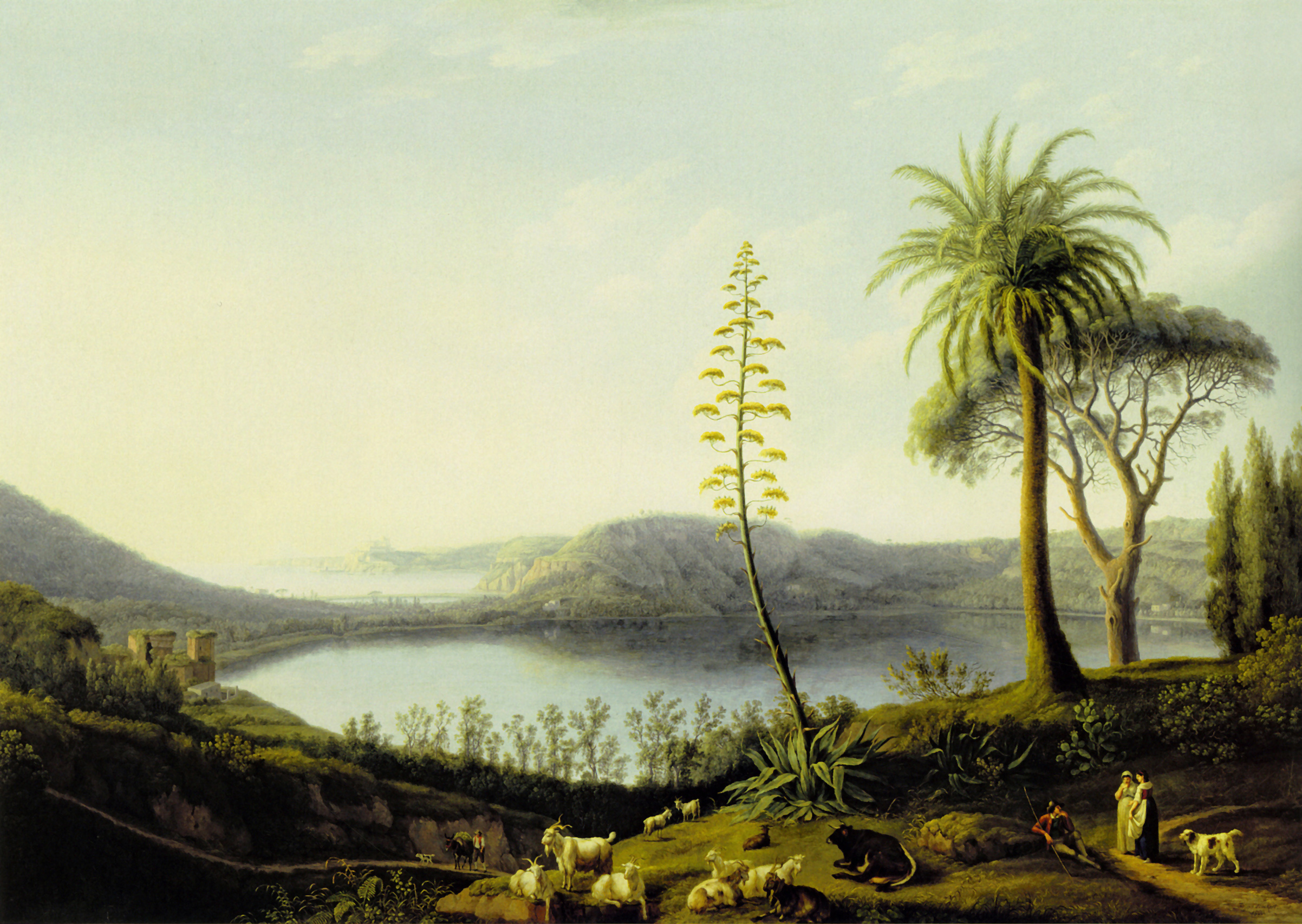
Jakob Philipp Hackert, Blick auf den See von Averno, 1800

Der Lago d’Averno wurde als ein Teil des Portus Julius, des zentralen Kriegshafens des Römischen Kaiserreiches, genutzt. Vom See führte die Grotta di Cocceio, ein antiker, rund einen Kilometer langer Tunnel, nach Cumae. Als Architekt des Tunnels gilt Lucius Cocceius Auctus, der von Agrippa in seiner Eigenschaft als Heerführer des Kaisers Augustus dazu beauftragt worden war. Er diente der Verbindung der Stadt mit dem Kriegshafen. Er war bis 1940 benutzbar und wurde erst im Zweiten Weltkrieg zerstört. Beim letzten Vulkanausbruch in den Phlegräischen Feldern anno 1538 in unmittelbarer Nähe des Sees wurde die Verbindung zum Meer zugeschüttet, zurück blieb der See in seiner heutigen Form. Bei diesem Ausbruch, der zehn Tage andauerte, entstand außerdem der südöstlich gelegene Monte Nuovo.
Die Seeufer wurden in römischer Zeit mit Villen bebaut, um sie wurden Weinberge angelegt. Ein Tempel des Apollo ist als Ruine erhalten. Im 18. und 19. Jahrhundert waren See und Ruinen ein beliebtes Motiv der romantischen Landschaftsmalerei.
Der See war in Privatbesitz und gehörte einer Gesellschaft, die an seinem Ufer einen Country Club betreibt. Die Gesellschaft wurde 2008 von einem Unternehmer aufgekauft, der unter dem Verdacht der Zugehörigkeit zur organisierten Kriminalität steht. Sein Vermögen einschließlich der Gesellschaft und des Sees wurde 2010 vom italienischen Staat nach einem Gerichtsbeschluss eingezogen.